# 熊本ドック
熊本ドック株式会社（くまもとドック）は、熊本県八代市に本社・造船所を置く造船・船舶修繕事業者である。日本中小型造船工業会の会員企業である。

## 概要
1973年（昭和48年）に、熊本県の行政指導に基づき、八代地区の造船事業者3社が共同で設立した造船企業である。現有施設の船台の最大収容能力は5,700GT、修繕用浮ドックの収容能力は1,650GTあり、フェリー、内航貨物船、作業船などの各種船舶の建造・修理を行っている。アルミ軽合金船の建造工場も有しており、長崎税関の監視艇や熊本県の漁業取締船の建造実績もある。

## 主要設備
- 船台
  - 第1船台：108.3m×25.6m 5,700GT[3]
  - 第2船台：67.3m×13.4m 999GT[3]
- 浮船渠：81.00m×19.00m 1,650GT[3]
- アルミ船工場[3]
- 整備工場[3]
- ジブクレーン
  - 船台：100T×1 50T×1 30T×1 4T×1[3]
  - 艤装岸壁：10T×1[3]
  - 浮船渠：10T×1 4T×1[3]

## 沿革
- 1973年（昭和48年）11月26日 - 熊本県の行政指導に基づき、（資）加藤造船所・丸加造船所・（資）嶋田鉄工所が共同して熊本ドック（株）を設立[2]。
- 1985年（昭和60年） - アルミ軽合金船の建造を開始[2]。
- 2004年（平成16年） - 第1船台の能力を1,800GTに拡張[2]。
- 2006年（平成18年） - 100トン塔型ジブクレーンを設置[2]。
- 2007年（平成19年） - 第2船台（699GT）を新設。第1船台の能力を5,600GTに拡張。[2]
- 2008年（平成20年） - 第1船台の能力を5,700GTに拡張。修繕用浮船渠の能力を1,650GTに拡張。[2]
- 2011年（平成23年） - 第2船台の能力を999GTに拡張[2]。